# Atletismo na Universíada de Verão de 1977

## Quadro de medalhas
| Ordem | País                   | Medalha de ouro | Medalha de prata | Medalha de bronze |    |
| ----- | ---------------------- | --------------- | ---------------- | ----------------- | -- |
| 2     | BUL Bulgária           | 8               | 4                | 4                 | 16 |
| 1     | URS União Soviética    | 7               | 9                | 8                 | 24 |
| 3     | USA Estados Unidos     | 5               | 3                | 5                 | 13 |
| 4     | CUB Cuba               | 4               | 1                | 4                 | 9  |
| 5     | POL Polônia            | 3               | 5                | 2                 | 10 |
| 6     | ITA Itália             | 1               | 2                |                   | 3  |
| 7     | FRA França             | 1               | 1                | 1                 | 3  |
| 8     | YUG Iugoslávia         | 1               | 1                |                   | 2  |
| 8     | TCH Checoslováquia     | 1               | 1                |                   | 2  |
| 9     | FRG Alemanha Ocidental | 1               |                  | 2                 | 3  |
| 10    | AUT Áustria            | 1               |                  |                   | 1  |
| 11    | GBR Grã-Bretanha       |                 | 3                | 1                 | 4  |
| 12    | ROM Romênia            |                 | 2                | 2                 | 4  |
| 13    | GDR Alemanha Oriental  |                 | 1                | 3                 | 4  |
| 14    | CAN Canadá             |                 | 1                |                   | 1  |
| 15    | ALG Argélia            |                 |                  | 1                 | 1  |
| 15    | HUN Hungria            |                 |                  | 1                 | 1  |